# Rhipsalis mesembryanthemoides
A Rhipsalis mesembryanthemoides egy könnyen nevelhető, így kultúrában gyakran tartott epifita kaktusz.

## Jellemzői
Lecsöngő habitusú növény, ágai nagyon különbözőek; fő hajtásai megnyúltak, vékonyak és törékenyek, többé-kevésbé simák, sokszor léggyökereket hordoznak, kicsi sertékkel borítottak, gyakran sűrűn ágaznak el belőlük a rövid másodlagos ágak, melyek hossza 10 mm, többé-kevésbé bordázottak, rövid sertéket hordoznak az areoláikon. Virágbimbóik kicsik, rózsaszínűek, virágaik magánosak, kora reggel nyílnak, 15 mm szélesek, fehérek vagy halvány rózsaszínűek. 20-nál több porzószála messze kiáll a virágból, fehérek, szintén fehér bibéje 3 lobusos. Termése tojásdad, 5 mm hosszú fehér vagy vörössel futtatott bogyó.

## Elterjedése
Brazília: Rio de Janeiro állam, Baja és Guanabara oldalán. Epifitikus 600 m tengerszint feletti magasság alatt.

## Rokonsági viszonyai
A Rhipsalis subgenus tagja. Közeli rokona a Rhipsalis ewaldiana taxonnak. Leíróját a növény sűrűn sorakozó rövidhajtásai emlékeztették a dorottyavirág (Mesembryanthemum) leveles hajtására, innen származik a faj neve is.